# Iglesia de San Vicente Ferrer (Adsubia)
La iglesia de San Vicente Ferrer en Adsubia (provincia de Alicante) fue construida en el siglo XVIII, respondiendo a los principios del época.
Se trata de un templo de una sola nave con capillas laterales entre contrafuertes, que como consecuencia de su ampliación con una nave lateral adquiere fisonomía de basílica. El interior de la iglesia se ordena con pilastras corintias que recogen un entablamento continuo y con órdenes toscanos entre las capillas laterales. La nave central se cubre con bóveda de cañón y arcos formeros.
El exterior es austero, destacando la torre campanario de 1964 de grandes dimensiones situado sobre el acceso.